# Toxostoma guttatum
Toxostoma guttatum là một loài chim trong họ Mimidae.